# Dasychira bhana
Dasychira bhana is een vlinder uit de familie spinneruilen (Erebidae), onderfamilie donsvlinders (Lymantriinae). De wetenschappelijke naam van deze soort is voor het eerst geldig gepubliceerd in 1865 door Moore.
De soort komt voor in tropisch Afrika.